# Държавен архив – Стара Загора
Държавен архив – Стара Загора е държавна институция, която осъществява подбора, комплектуването, регистрирането, обработването, съхранението и предоставянето за използване на определените за постоянно запазване документи на областната администрация, на общините на територията на Старозагорска област, на териториалните структури на държавните органи и на други държавни и общински институции, организации и значими личности от местно значение. Институцията осъществява и научно-методическото ръководство и контрол на организацията на работата с документите в деловодствата и учрежденските архиви, тяхното опазване и използване.
Към архива функционират читалня и библиотека. В научно-справочната библиотека са заведени 1981 тома.

## История
Архивът е създаден през 1952 г. като отдел на Окръжно управление на МВР – Стара Загора на основата на Указ №515 на Президиума на НС и ПМС №344 г. от 18 април 1952 г. От 1961 г. е на административно подчинение на Окръжен народен съвет – Стара Загора, от 1988 г. е в структурата на Община Стара Загора. През 1992 г. е подчинен на Главно управление на архивите при Министерски съвет (ГУА при МС). От 1978 г. получава статут на дирекция, а през 2010 г. е преструктуриран в отдел към дирекция Регионален държавен архив – Бургас.

### Ръководители
През годините ръководители на архива са били:
- Стойчо Манев (1952 – 1958),
- Тодора Минчева (1958 – 1979),
- Таньо Куков (1979 – 1992),
- Стоянка Господинова (1992 – 2005).

### Бележити събития
- 1968 – На Архива е предоставена собствена база и архивохранилища.
- 1986 – Архивът е награден с Грамота на Главно управление на архивите при МС.
- 1994 – Приет е фондовият масив на ОК на БКП. През същата година започва и изграждането на АИСА (първата информационна архивна система).
- 2003 – За първи път в архивната практика се използват Интернет услуги.
- 2005 – Стартира уебсайтът на Главно управление на архивите при МС, със страница на Териториална дирекция „Държавен архив“ – Стара Загора.
- 2006 – Реализирано е първото участие в „Нощ на отворените врати“.
- 2008 – Стартира създаването на дигитален архив.
- 2009 – Участие с дигитализирани документи и снимки в изградения за първи път Музей на пивото в ПЗ „Загорка“ – Стара Загора.
- 2011 – Първо участие на старозагорски архивист в международна архивна конференция – в Липице, Словения.
- 2012 – Чества се 60-годишният юбилей на архива.
- 2013 – Експертите на архива участват в обсъждания и предложения по повод изработването на нов Методически кодекс, който е издаден същата година. Тогава е създадена и фейсбук страницата на Държавен архив – Стара Загора.
- 2017 – Архивът чества 65 години от създаването си с поредица от изяви, самостоятелна фотодокументална изложба „Съхранено за поколенията“, среща с ветерани архивисти, дарители, посещения на ученици и други.

Изложби на архива
- 2008 – Фотодокументална изложба с участие в Нощ на изкуствата „110 години от рождението на актьора Данчо Делчев“.
- 2010 – Изложба в Нощ на изкуствата „90 години от рождението на Делчо Делчев“.
- 2011 – Изложба в Нощ на изкуствата „100 години от рождението на Рене Йорданова“.
- 2012 – Фотодокументална изложба с участие в Нощ на изкуствата „80 години от рождението на актрисата Вера Дикова“.
- 2014 – Участие в Нощ на изкуствата с фотодокументална изложба, посветена на „90 години от рождението на Иванка Антонова“.
- 2015 – Съвместна изява с Държавна опера – Стара Загора, Община Стара Загора и други институции чрез организирането на изложба в парк „5-и октомври“ – „Opera Viva“ 90 години Държавна опера – Стара Загора.
  -  – Ретроспрктивна фотодокументална изложба „Булгарското розопроизводство“ в Нощ на изкуствата.
- 2016 – Съвместни изяви и изложба по повод 100 години футболен клуб Берое – Стара Загора – „100 години светът е Берое“.
  -  – Участие с доклад, изнесен на научна конференция "145 години от създаването на Старозагорската епархия и 125 години от интронизацията на Митрополит Методий '.
  -  – Съвместна изложба с РИМ – Стара Загора и Община Стара Загора в парк „5-и октомври“ посветена на 120 години парк „Митрополит Методий Кусев“ („Аязмото“).
  -  – Поредна самостоятелна фотодокументална изложба в Нощ на изкуствата, посветена на „80 години от рождението на Нино Луканов“.
- 2017 – Изложба "165 години читалище „Развитие“ Чирпан.
  -  – Изложба „Съхранено за поколенията“ – 65 години Държавен Архив – Стара Загора.